# Станко Диклић
Станко Диклић (Оровац, 1898 — Либертвил, 1961) био је српски официр и пуковник Осмог бомбардерског пука Југословенског краљевског ратног ваздухопловства. Његова јединица, позната као Осветнички пук, извела је један од првих савезничких ваздушних удара на територију Трећег рајха током Другог светског рата.

## Напад на Трећи рајх
Након што је 6. априла 1941. године немачка авијација бомбардовала Београд, комуникације између команде у Земуну и јединица на терену биле су прекинуте. У складу са планом Р-41, који је предвиђао дејства у случају прекида веза, пуковник Диклић је наредио извођење офанзивног извиђања и напада на циљеве у Аустрији.
Два бомбардера типа Бристол Бленхајм полетела су у 14.40 са аеродрома Ровине, уз пратњу два ловца харикен са аеродрома Александровац. Посаде су чинили поручници Иван Салевић и Иван Панџа као навигатори, пилоти Ђорђе Путица и Карло Мурко, те митраљесци чија имена нису забележена. Харикенима су управљали капетан прве класе Јанко Добникар и официр РВКЈ.
Циљ напада био је железнички чвор у Грацу, који је био од стратешког значаја за немачке трупе. Напад је изведен са мале висине како би се избегла детекција, а бомбе су погодиле складишта, возила и железничку инфраструктуру. Сви авиони су се успешно вратили у базу без губитака.
Следећих неколико дана, Осми бомбардерски пук бомбардовао је неколико мета унутар Трећег рајха, укључујући и аеродром у Мађарској, са којих су полетели бомбардери ка Београду. У овим нападима, пук је претрпио велике губитке у техници и људству. 

### Историјски значај
Овај напад представља један од ретких примера успешног ваздушног напада на територију Трећег рајха од стране једне мање војске у раној фази Другог светског рата. Иако су материјалне штете биле ограничене, психолошки ефекат и демонстрација отпора били су значајни.
На суђењу у Београду 1947. године, немачки фелдмаршал Александер Лер је изјавио да су напади југословенске авијације на Грац и друге циљеве значајно успорили немачке активности, иако су губици били мали.